# Bouilh-Péreuilh
Bouilh-Péreuilh är en kommun i departementet Hautes-Pyrénées i regionen Occitanien i sydvästra Frankrike. Kommunen ligger i kantonen Pouyastruc som tillhör arrondissementet Tarbes. År 2022 hade Bouilh-Péreuilh 121 invånare.

## Befolkningsutveckling
Antalet invånare i kommunen Bouilh-Péreuilh
| Referens: INSEE |